# Árvore filogenética

Fig. 1: Exemplo de Arvore Filogenética

Uma árvore filogenética é uma representação gráfica, em forma de árvore, apresentando as relações evolutivas entre várias espécies ou outras entidades que possam ter um ancestral comum. Em uma árvore filogenética, cada nodo (ou nó) com descendentes representa o mais recente antepassado comum, e os comprimentos dos ramos podem representar estimativas do tempo evolutivo. Cada nodo terminal em uma árvore filogenética é chamado de "unidade taxonômica". Nodos internos geralmente são chamados de "unidades taxonômicas hipotéticas".
As árvores filogenéticas são confeccionadas a partir de uma matriz contendo os dados disponíveis (morfológicos, químicos ou genéticos) sobre os táxons estudados. Estes dados são comparados, e os táxons agrupados em clados ou ramos de acordo com as semelhanças e diferenças entre si. Atualmente, há vários softwares disponíveis para a realização destes cálculos.
Pode ser de vários tipos:
- Cladograma:representa o padrão das relações entre os nodos da árvore; o tamanho dos ramos não representa necessariamente a distância entre os nodos. O termo normalmente é usado para indicar o mesmo que árvore filogenética;[1]
- Filograma:, representa o número de mudanças ocorridas entre os nodos;
- Cronograma: eixo que representa o tempo.